# Wolfsmelkbladroller
De wolfsmelkbladroller (Lobesia euphorbiana) is een vlinder uit de familie bladrollers (Tortricidae). De wetenschappelijke naam is voor het eerst geldig gepubliceerd in 1842 door  Freyer.
De soort komt voor in Europa.